# Nuška Drašček
Nuška Drašček Rojko, slovenska pevka zabavne in resne glasbe, * 6. avgust 1980, Trbovlje.

## Življenjepis
Radečanka, ki je del otroštva preživela v Krškem, kjer je obiskovala prvi razred OŠ Jurija Dalmatina, nato pa se je s starši znova preselila v Radeče. Širši slovenski javnosti je postala znana po zmagi v drugi sezoni televizijskega pevskega tekmovanja Bodi idol (2004). Nastopila je na mnogih slovenskih pa tudi tujih festivalih, na katerih je bila kar nekajkrat nagrajena. Do leta 2008 je bila članica pevskega zbora Perpetuum Jazzile.
Aprila 2008 je z radijskim voditeljem Juretom Seškom zmagala v prvi seriji oddaje Zvezde pojejo, konec leta pa sta slavila tudi v superfinalu, v katerem so se pomerili zmagovalci vseh treh serij šova. 2010–2011 je sodelovala v tv-oddaji Parada, v kateri so pevci prepevali slovenske evergreene. Od marca do maja 2015 je bila del priljubljene oddaje Znan obraz ima svoj glas.
Konec leta 2009 je izšel njen albumski prvenec Svet je tvoj oz. Svijet je predivno mjesto v slovenskem in hrvaškem jeziku.
V slovenski sinhronizirani različici animiranega filma Frozen (Ledeno kraljestvo) je posodila glas glavni junakinji Elzi in v slovenščini zapela pesem »Let It Go« (Zaživim).
Osvojila je naziv femme fatale 2015.
Za operno ustvarjanje je prejela nagrado Prešernovega sklada za leto 2024.

## Šolanje
Po zaključeni gimnaziji v Celju se je vpisala na Fakulteto za družbene vede v Ljubljani (smer mednarodni odnosi), kjer je diplomirala leta 2005. Leta 2009 se je vpisala na ljubljansko Akademijo za glasbo, in sicer na študij petja pri prof. Matjažu Robavsu, članu tria Eroika, pri katerem se je solopetja začela učiti že leta 2003. 2016 je na omenjeni akademiji končala magistrski študij na Oddelku za petje. Je mezzosopranistka.

## Muzikali in opere
Sodelovala je v več glasbenogledaliških produkcijah: muzikala Moje pesmi, moje sanje in Do nazga; polscenski izvedbi muzikalov Chicago in City of Angels z Big Bandom RTV Slovenija.
Nastopa tudi v operah. Njena prva vloga sta bili Messagiera in La Speranza v Monteverdijevi operi Orfej (2012, režiser Detlef Soelter). V novembru 2012 se je z Orkestrom Slovenske filharmonije, Slovenskim komornim zborom in sopranistko Ano Netrebko udeležila evropske koncertne turneje opere Iolanta P. I. Čajkovskega (vloga Laure). Februarju 2013 je debitirala v Operi SNG Maribor kot Mercedes v Bizetovi Carmen, z majem pa je začela peti v operi Jevgenij Onjegin P. I. Čajkovski (vloga Olge). Septembra 2013 je debitirala v ljubljanski Operi kot Magdalena v Verdijevem Rigolettu, januarja 2014 pa je pela vlogo Paoluccie v operi La Cecchina ali Nikogaršnja hči (N. Piccinni) v produkciji Akademije za glasbo.
| Leto | Opera                           | Vloga                  | Produkcija                                                                 |
| ---- | ------------------------------- | ---------------------- | -------------------------------------------------------------------------- |
| 2012 | Orfej                           | Messagiera/La Speranza | Akademija za glasbo, AGRFT in Akademija za likovno umetnost in oblikovanje |
| 2012 | Iolanta                         | Laura                  | Slovenska filharmonija                                                     |
| 2013 | Carmen                          | Mercedes               | Opera in balet SNG Maribor                                                 |
| 2013 | Jevgenij Onjegin                | Olga                   | Opera in balet SNG Maribor                                                 |
| 2013 | Rigoletto                       | Magdalena              | SNG Opera in balet Ljubljana                                               |
| 2014 | La Cecchina ali Nikogaršnja hči | Paoluccia              | Akademija za glasbo                                                        |
| 2015 | Gianni Schicchi                 | La Ciesca              | Koncert abonmajskega cikla Kromatika Simfoničnega orkestra RTV Slovenija   |
| 2015 | Orfej v peklu                   | Javno mnenje           | SNG Opera in balet Ljubljana                                               |
| 2016 | Otello                          | Emilia                 | SNG Opera in balet Ljubljana                                               |
| 2016 | Figarova svatba                 | Cherubino              | SNG Opera in balet Ljubljana                                               |
| 2016 | Katja Kabanova                  | Barbara                | SNG Opera in balet Ljubljana                                               |
| 2016 | Carmen                          | Carmen                 | SNG Opera in balet Ljubljana                                               |
| 2016 | Jevgenij Onjegin                | Olga                   | Alden Biesen Zomeropera (Belgija)                                          |
| 2017 | Pepelka                         | Angelina (Pepelka)     | SNG Opera in balet Ljubljana                                               |
| 2021 | Kure                            | Mama kokoš             | Hiša kulture Celje                                                         |

## Diskografija
Albumi
| Leto | Album        | Skladbe |
| ---- | ------------ | --- |
| 2009 | Svet je tvoj | 1. Ne trudim se 2. Priznaj 3. Odkar te ni (duet z Jacquesom Houdekom) 4. Kako lepo 5. Vzel si mi srce 6. Vrni se 7. Ti si out 8. Noć ljubavi 9. Svet je tvoj 10. Svi mi muljaju (remix) 11. Ti si out (remix) 12. Ne trudim se (remix) |

Ostale nefestivalske pesmi
- »Instant princeska« (2005)
- »Črni vran« (2005)
- »Hvala« – z Rattle Snake
- »Crying Time« (2010) − z Urošem Perićem (album Uroš Perić & friends: Dueti)

Videospoti
- »Hvala« – z Rattle Snake
- »Noć ljubavi«
- »Odkar te ni«/»Otkad nemam te« – z Jacquesom Houdekom

## Nastopi na glasbenih festivalih
Melodije morja in sonca
- 2005: Zate vse (Nataša Prodan Miani - Igor Mazul - Nataša Prodan Miani) – 14. mesto
- 2016: Rada bi (Aleš Klinar - Igor Pirkovič - Aleš Klinar) − 2. mesto

EMA
- 2006: Nora sem, da te ljubim (Rudolf Gas - Sanja Macur - Rudolf Gas) − 8. mesto
- 2009: Kako lepo (Duško Rapotec - Rok Terkaj - Ivan Popeskić) − 6. mesto
- 2017: Flower in the Snow (Lina Button, Pele Loriano - Lina Button, Brendan Wade - Pele Loriano) – 4. mesto
- 2018: Ne zapusti me zdaj (Aleš Klinar - Anja Rupel - Miha Gorše) – 3. mesto

Slovenska popevka
- 2011: Prebujena (Rok Golob - Katarina Habe - Rok Golob) – 5. mesto
- 2017: Tak dan (Aleš Klinar - Anja Rupel - Aleš Avbelj) – 1. mesto, nagrada strokovne žirije za najboljšo interpretacijo, za najboljše besedilo in za najboljšo priredbo

Uskrs Fest
- 2011: Ti si moj Bog

Festival dalmatinske šansone, Šibenik
- 2009: Otkad nemam te (z Jacquesom Houdekom)[7]
- 2011: Kako je pjevala Piaf – nagrada strokovne žirije za najboljšo interpretacijo

Tekmovanje mladih slovenskih glasbenikov
- 2006: zlata plaketa (kategorija solopetje)
- 2010: zlata plaketa (kategorija solopetje)

Mednarodno tekmovanje Vitebsk 2007 v Belorusiji (Slovanski bazar)
- 1. nagrada

Mednarodno tekmovanje v Kazahstanu, 2008
- nagrada za najboljšo izvedbo skladbe iz lastne države

Mednarodno solopevsko tekmovanje Feruccio Tagliavini 2012 (Deutschlandsberg, Avstrija)
- 4. nagrada strokovne žirije

Concours international de chant 2013 (Marmande, Francija)
- 3. nagrada

Mednarodno solopevsko tekmovanje v mestu Grandate (Italija), 2014
- 2. nagrada